# Кушкулево
Кушку́лево (рос. Кушкулево, башк. Ҡушкүл) — присілок у складі Нурімановського району Башкортостану, Росія. Входить до складу Байгільдінської сільської ради.
Населення — 62 особи (2010; 70 у 2002).
Національний склад:
- татари — 83 %